# Olympique Lyonnais 1958-1959
Questa voce raccoglie le informazioni riguardanti l'Olympique Lyonnais nelle competizioni ufficiali della stagione 1958-1959.

## Maglie
Vennero ripristinate le divise introdotte nella stagione 1954-1955.
| Manica sinistra · Maglietta · Maglietta · Manica destra · Pantaloncini · Calzettoni |

## Rosa
| N. |                    | Ruolo | Calciatore          |
| -- | ------------------ | ----- | ------------------- |
|    | Francia (bandiera) | P     | Pascal Beetschen    |
|    | Francia (bandiera) | P     | Elefterios Manolios |
|    | Francia (bandiera) | P     | Jean Sabathier      |
|    | Francia (bandiera) | D     | Jean Djorkaeff      |
|    | Francia (bandiera) | D     | Raymond Dutto       |
|    | Francia (bandiera) | D     | Raymond Gardon      |
|    | Francia (bandiera) | D     | André Lerond        |
|    | Francia (bandiera) | D     | Aimé Mignot         |
|    | Francia (bandiera) | D     | Robert Mouynet      |
|    | Francia (bandiera) | C     | Antoine Dalla Cieca |

| N. |                    | Ruolo | Calciatore       |
| -- | ------------------ | ----- | ---------------- |
|    | Francia (bandiera) | C     | Marcel Le Borgne |
|    | Francia (bandiera) | C     | Camille Ninel    |
|    | Brasile (bandiera) | C     | Tino             |
|    | Francia (bandiera) | A     | Émile Antonio    |
|    | Francia (bandiera) | A     | Lucien Cossou    |
|    | Francia (bandiera) | A     | Émile Daniel     |
|    | Francia (bandiera) | A     | Lucien Gardon    |
|    | Francia (bandiera) | A     | René Lewandowicz |
|    | Francia (bandiera) | A     | Robert Salen     |
|    | Francia (bandiera) | A     | Roland Steibel   |

## Risultati

### Coppa delle Fiere
| Arbitro: | Hernadi |

|                                                            |           |  |
| Angelillo 16’, 28’ Firmani 32’, 72’, 77’, 80’ Lindskog 55’ | Marcatori |  |

| Arbitro: | Mellet |

|            |           |             |
| Cossou 19’ | Marcatori | 68’ Rovatti |